# 56E busz (Budapest)
A budapesti 56E jelzésű autóbusz a Moszkva tér és Hűvösvölgy, Hidegkúti út között közlekedett. A vonalat a Budapesti Közlekedési Vállalat üzemeltette.

## Története
1959. június 15-én indult 156-os jelzéssel gyorsjárat a József nádor tér – Lánchíd – Moszkva tér – Hűvösvölgy útvonalon, mely 1972. december 22-én megszűnt. 1973. április 2-án elindult Budapest első expresszjárata 156E jelzéssel a Moszkva tér és a Hűvösvölgy között, ami a két végállomás között csak a Népkertnél állt meg. A járat 1977. január 1-jén az 56E jelzést kapta. 1999. július 6-án összevonták az 56-os és 56E buszokat, 56-os jelzéssel indult gyorsjárat ugyanazon az útvonalon, de az expresszjárathoz képest több megállóhellyel.

## Útvonala
| Hűvösvölgy, Hidegkúti út felé                                                             | Moszkva tér felé                                                                          |
| ----------------------------------------------------------------------------------------- | ----------------------------------------------------------------------------------------- |
| Moszkva tér vá. – Szilágyi Erzsébet fasor – Hűvösvölgyi út – Hűvösvölgy, Hidegkúti út vá. | Hűvösvölgy, Hidegkúti út vá. – Hűvösvölgyi út – Szilágyi Erzsébet fasor – Moszkva tér vá. |

## Megállóhelyei
| 0  | Moszkva tér végállomás              | 13 | 5, 21, 21, 22, 22, 28, 39, 49, 56, 128, 156, 158, Vár 4, 6, 18, 56, 59, 61 |
| 11 | Hűvösvölgy, Népkert                 | ∫  | 56, 57, 63, 64, 157, 164, 257 56                                           |
| 13 | Hűvösvölgy, Hidegkúti út végállomás | 0  | 56, 57, 63, 64, 157, 164, 257                                              |